# Freedom Research Foundation
Die Freedom Research Foundation ist eine Stiftung in Kalifornien, die 1984 von Jack Wheeler gegründet wurde. Sie ist mitbeteiligt an der Herausgabe der monatlichen Zeitschrift Freedom Fighter.
Sie unterstützte die Reagan-Doktrin, nach der es Ziel der Außenpolitik sein sollte, die sowjetische Ausbreitung durch Unterstützung von Gruppen in Angola, Nicaragua, Kambodscha usw. zu bekämpfen. Dazu zählten neben der KPNLF unter anderem die RENAMO und die UNITA.
Dem Vorstand gehörten Wheeler Alex Alexiev und Mike Kelly an. Alexiev war in den frühen 1980er Jahren bei der US Air Force in der Personalverwaltung. Kelly war Mitarbeiter der republikanischen Senatoren Bill Armstrong und John Tower. Es gelang der Stiftung und Wheeler, dazu beizutragen, dass Ronald Reagan gegen den Willen der CIA die Mudschaheddin militärisch unterstützte.